# Appareil de Weber

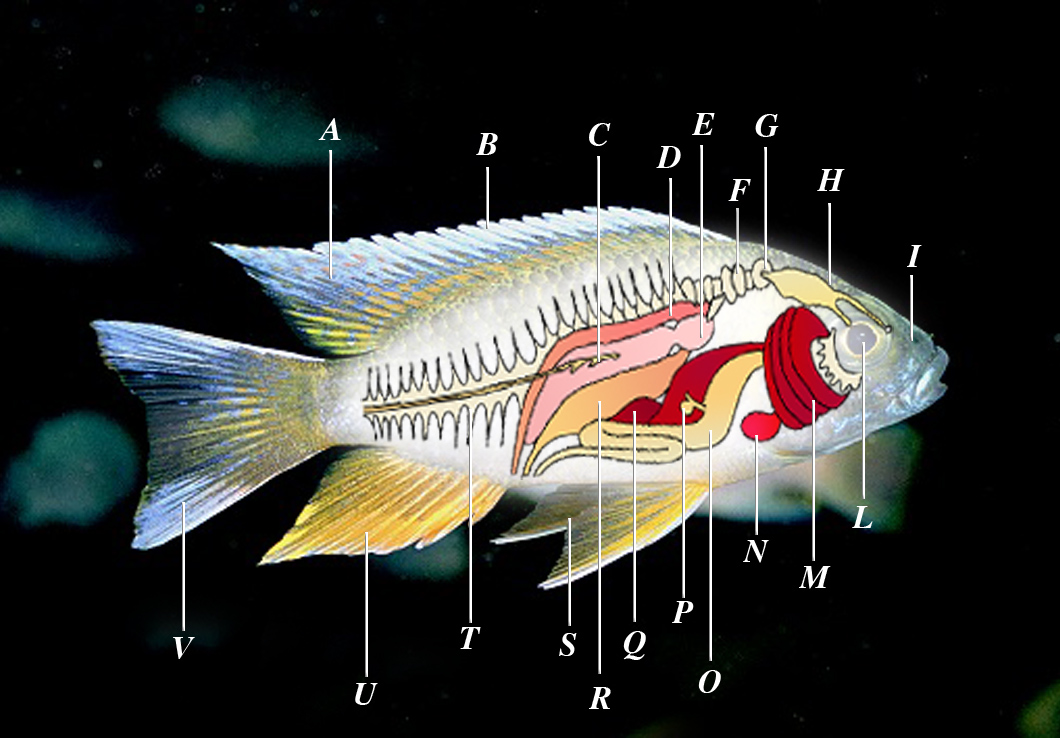
Anatomie d'un poisson à nageoires rayonnées : E/Vessie natatoire ; F/Appareil de Weber ; G/ oreille interne.

L'appareil de Weber est une structure anatomique qui relie la vessie natatoire au système auditif chez les poissons appartenant au super-ordre Ostariophysi. Quand il est entièrement développé chez les poissons adultes, les éléments de l'appareil sont parfois  dénommés osselets Weber. La présence de cette structure est l'une des caractéristiques les plus importantes des ostariophysiens pour les classer phylogénétiquement.
La structure en elle-même se compose d'un ensemble d'os provenant des quelques premières vertèbres  chez l'embryon des ostariophysiens. Ces os se développent pour se connecter physiquement au système auditif, en particulier à l'oreille interne, et à  la vessie natatoire,. La structure agit comme un amplificateur des ondes sonores qui autrement seraient difficilement  perceptibles par l'oreille interne.

## L'anatomie et la fonction structurelle
L'appareil de Weber est un ensemble  complexe d'os et d' osselets  physiquement reliés antérieurement  au labyrinthe auditif et, postérieurement, à l'avant  de la vessie natatoire.
La structure entière est dérivée d'éléments squelettiques des quatre premières vertèbres. Ce  sont:
- Les os supraneuraux du crâne 
  - des  arcs neuraux modifiés, notamment une paire de claustra et de scaphia ;
  - l'intercalarium et les processus latéraux ;
  - le tripus ;
  - l’os suspensorium de la quatrième vertèbre ;
  - la parapophyse de la vertèbre numéro cinq, y compris la vertèbre elle-même et les côtes correspondantes.

En outre, une structure composée des épines neurales  fusionnés forme la partie la plus dorsale de l'appareil wébérien.
La structure est en contact à l'avant avec les otolithes lageniens contenus dans le crâne et à l'arrière, avec la vessie natatoire par l'intermédiaire des côtes . Postéro-ventralement , c’est le tripus, l'os suspensorium et la troisième côte qui interagissent directement avec la chambre antérieure de la vessie natatoire.
L’appareil de Weber transmet  des signaux auditifs perçus par la vessie natatoire, qui agit comme une caisse de résonance, au labyrinthe de l'oreille interne par l'intermédiaire des osselets. La structure agit essentiellement comme un amplificateur des ondes sonores qui autrement seraient difficilement  perceptibles par  l'oreille interne seule.
Les osselets de  Weber ont une fonction analogue à celle des osselets de l'oreilles moyenne des mammifères, mais ils ont une origine embryologique différente et n'en sont donc pas des homologues  

## Embryologie
L’analyse embryologique  des appareils wébériens  du genre Brycon a fait la lumière sur le développement de la structure elle-même. Les éléments de l'appareil  se forment à partir des vertèbres 1 à 5, parfaitement identifiables. La partie supraneurale  se constitue comme un élément  du crâne. Les claustra et scaphia se développent à partir des éléments élargis de l'arc neural de la première vertèbre (V1). Formés à partir de la  deuxième vertèbre (V2), l’intercalarum et le processus latéral  sont réduits et accolés. La côte (R1) de la troisième vertèbre (V3) se contracte et se déplace quelque peu ventralement, formant le tripus à partir d'une fusion d'une parapophyse vertébrale avec la côte elle-même. L'os suspensorium de la quatrième vertèbre (V4)  conserve la forme de la côte(R2) à partir de laquelle il se développe. Les éléments restants de la cinquième vertèbre (V5), la parapophyse et la côte (R3), forment la structure postérieure de l'appareil de Weber. Les épines neurales  des quatre premières vertèbres fusionnent et se compriment formant l'une des grandes structures de l'appareil,.
Des études de l’embryologie de l’appareil de Weber ont depuis été menées sur diverses autres espèces d’ostariophysiens, leurs résultats ont donné lieu à diverses interprétations du développement (et donc de l' homologie) de la structure. Des études spécifiques ont été réalisées sur les appareils wébérien de quelques taxons sélectionnés, y compris Danio rerio, Rhaphiodon vulpinus ou encore Corydoras paleatus.

## Histoire évolutive
La plus ancienne description d'un appareil de Weber a été faite sur des fossiles de poissons Santanichthys diasii du Crétacé du nord-est du Brésil. L’appareil de Weber est assez développé ; Il existe un intercalarium distinct et un tripus qui sont articulées respectivement avec les deuxième et troisième vertèbres. Un scaphium peut être vu dans au moins deux échantillons. L'arc neural de la troisième vertèbre est déjà élargi et presque similaire à celui des ostariophysiens modernes. Le claustrum, élément de la structure moderne, est remarquablement absent de l'appareil wébérien chez Santanichthys diasii. Seules les quatre premières vertèbres sont impliquées dans l’appareil de Weber de Santanichthys ; Il n'y a aucun signe de développement des éléments de la cinquième vertèbre, contrairement aux ostariophysiens modernes.

## Étymologie

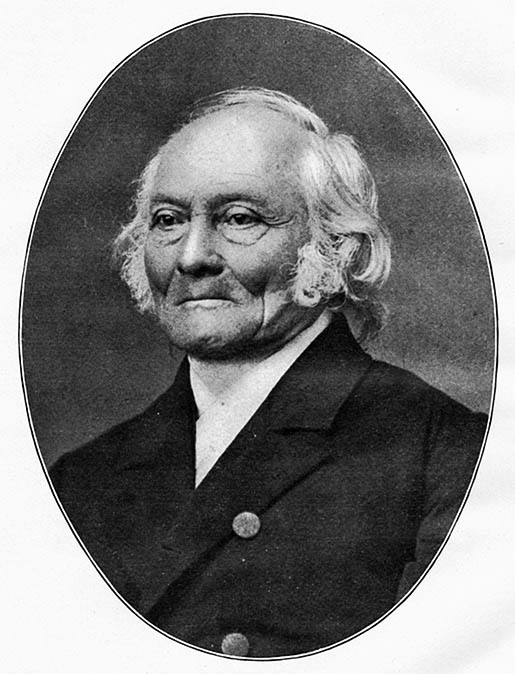
Ernst Weber décrivit pour la première fois cette structure et lui donna son nom.

L’appareil de Weber est nommé d'après l'anatomiste  et physiologiste allemand Ernst Heinrich Weber (1795 à 1878). qui le décrit pour la première fois en détail . Seuls quatre os avaient alors  été identifiés, en particulier le claustrum, le scaphium, l’intercalarium et le tripus. Weber émit l'hypothèse qu’ils jouaient un rôle dans les fonctions auditives. Au fil des ans, d'autres fonctions  ont été proposés et rejetés. Le contrrôle hydrostatique fut l'une des premières suggestions alternatives à la fonction de l’appareil.